# Gérard James
Pour les articles homonymes, voir James.
Gérard James est un ensemblier français.

## Filmographie (sélection)
- 1972: L’héritier de Philippe Labro
- 1973 : Deux hommes dans la ville de José Giovanni
- 1974 : La Jeune Fille assassinée de Roger Vadim
- 1974 : Les Valseuses de Bertrand Blier
- 1974 : Le Trio infernal de Francis Girod
- 1975 : Le Malin Plaisir de Bernard Toublanc-Michel
- 1976 : L'Aile ou la Cuisse de Claude Zidi
- 1976 : Calmos de Bertrand Blier
- 1976 : Monsieur Klein de Joseph Losey
- 1977 : René la Canne de Francis Girod
- 1978 : Préparez vos mouchoirs de Bertrand Blier
- 1978 : L’état sauvage de Francis Girod
- 1979 : Buffet froid de Bertrand Blier
- 1979 : Lady Oscar de Jacques Demy
- 1980 : La Banquière de Francis Girod
- 1981 : Beau-père de Bertrand Blier
- 1981 : La soupe aux choux de Jean Girault
- 1982 : Une chambre en ville de Jacques Demy
- 1982 : Pour cent briques, t'as plus rien... d'Édouard Molinaro
- 1982 : La Passante du Sans-Souci  de Jacques Rouffio
- 1983 : La femme de mon pote de Bertrand Blier
- 1984 : Notre histoire de Bertrand Blier
- 1984 : Les cavaliers de l’orage de Gérard Vergez
- 1984 : Par ou t’es rentré? On t’a pas vu sortir de Philippe Clair
- 1985 : Billy Ze Kick de Gérard Mordillat
- 1985 : A nous les garçons de Michel Lang
- 1986 : Mon beau-frère a tué ma sœur de Jacques Rouffio
- 1986 : Tenue de soirée de Bertrand Blier
- 1987 : Le Solitaire de Jacques Deray
- 1988 : Les Liaisons dangereuses (Dangerous Liaisons) de Stephen Frears
- 1988 : Frantic de Roman Polanski
- 1992 : Le Zèbre de Jean Poiret
- 1992 : Boulevard des hirondelles de Josée Yanne
- 1993 : Pétain de Jean Marboeuf
- 1995 : French Kiss de Lawrence Kasdan
- 1991 : Money de Steven Hilliard Stern
- 2004 : Double 0 de Gérard Pires

## Distinctions
- Oscars 1989 : Oscar des meilleurs décors pour Les Liaisons dangereuses